# Monster High: Electrified
Monster High: Electrified (Monster High: Eletrizante no Brasil) é um filme de animação computadorizada de 2017 baseado na franquia de bonecas Monster High da Mattel. Este é o segundo filme do reboot da franquia reiniciando a história dos personagens com um novo design e estilo de animação. No geral é o 10º filme da franquia (excluindo os especiais).

## Sinopse
Quando Clawdeen pensa em abrir um salão para monstrinhas e normies, Frankie encontra o lugar perfeito, uma usina elétrica fora da cidade. Mas as monstrinhas precisarão de mais do que energia para enfrentar Moanica, que pretende arruinar tudo e substituir a comemoração por algo ainda mais chocante! Por sorte, as monstrinhas têm uma arma secreta... Twyla, a filha do Bicho-Papão e a monstrinha perfeita para revelar qualquer mistério. Unidas, elas vão devem combater o plano de Moanica, detonar nos looks, salvar a cidade normie da escuridão... E abrir o salão mais eletrizante de todos! Então, se liga! Monster High vai ficar Eletrizante!

## Elenco
| Personagem      | Voz Original      |
| --------------- | ----------------- |
| Draculaura      | Debi Derryberry   |
| Frankie Stein   | Cassandra Morris  |
| Clawdeen Wolf   | Salli Saffioti    |
| Lagoona Blue    | Larissa Gallagher |
| Cleo de Nile    | Salli Saffioti    |
| Ari Hauntington | Jonquill Goode    |
| Twyla           | Jonquil Goode     |
| Moanica D'kay   | Cristina Milizia  |
| Deuce Gordon    | Evan Smith        |
| Raythe          | Travis Dresden    |
| Venus McFlytrap | Cassandra Morris  |
| Silvi           | Katy Townsend     |
| Dracula         | Michael Sorich    |
| Harriet Wolf    | Sara Cravens      |